# Mogwai (Band)
Mogwai ist eine britische Post-Rock-Band aus Glasgow, die im Jahr 1995 gegründet wurde. Der Name leitet sich aus dem Chinesischen ab und bedeutet ungefähr so viel wie „dunkler Geist“ oder „böse Seele“ (chin. 魔鬼, mòguǐ, 魔 (dunkel), 鬼 (Geist)). Die Inspiration zu diesem Namen erhielt die Band durch die Kreatur aus dem Film Gremlins von Joe Dante aus dem Jahr 1984. Stuart Braithwaite, der Gitarrist von Mogwai, sagte jedoch, dass dieser Name keine tiefere Bedeutung für die Band habe, sie wollten schon seit längerem einen besseren finden.

## Geschichte

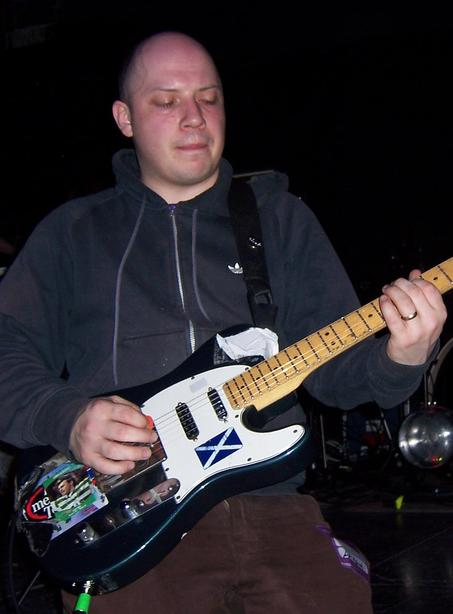
Stuart Braithwaite

Stuart Braithwaite (Gitarre) und Dominic Aitchison (Bass) trafen sich in den 1990er-Jahren auf einem Konzert der Band Ned’s Atomic Dustbin. Die daraus resultierende Bekanntschaft der beiden Fünfzehnjährigen resultierte vier Jahre später in der Gründung der Band, der bald Schlagzeuger Martin Bulloch beitrat.
Nach den ersten Konzerten trat bald auch John Cummings an der Gitarre bei, dem Brendan O’Hare (ehemals Teenage Fanclub und Macrocosmica) folgte. Dieser war aber nur zeitweise Mitglied, nämlich für die Aufnahmen von Mogwai Young Team. Erst 1998 fand sich mit Barry Burns das letzte Mitglied, mit dem bald Come on Die Young aufgenommen wurde.
Im Jahr 2004 hatte die Band die Möglichkeit als Vorgruppe aufzutreten, nämlich bei den Pixies und bei The Cure. Sie selbst üben ebenfalls Einfluss auf andere Gruppen aus, z. B. auf die Band Explosions in the Sky oder die italienischen Giardini di Mirò sowie einige weitere Post-Rock-Gruppen. Im Jahr 2008 mussten einige Konzerte wegen Herzproblemen von Bulloch abgesagt werden.
Mogwai hat am 11. Februar 2011 in Deutschland das Album Hardcore Will Never Die, But You Will. auf Rock Action Records veröffentlicht, der Nachfolger Rave Tapes erschien Anfang 2014. Im Jahr 2015 verließ John Cummings die Band. Im September 2017 erschien das Album Every Country's Sun. Nach dem Ausscheiden von John Cummings und aufgrund gesundheitlichen Probleme von Martin Bulloch wird Mogwai auf ihren Tourneen von anderen Musikern unterstützt. Seit 2016 spielt Alex Mackay als Gitarrist und Cat Myers als Schlagzeugerin bei Live-Auftritten.
Von gegenwärtigen und früheren Bandmitgliedern wird das sehr aktive Glasgower Independent-Label Rock Action Records betrieben und die zugehörige Musikproduzententätigkeit.

## Stil

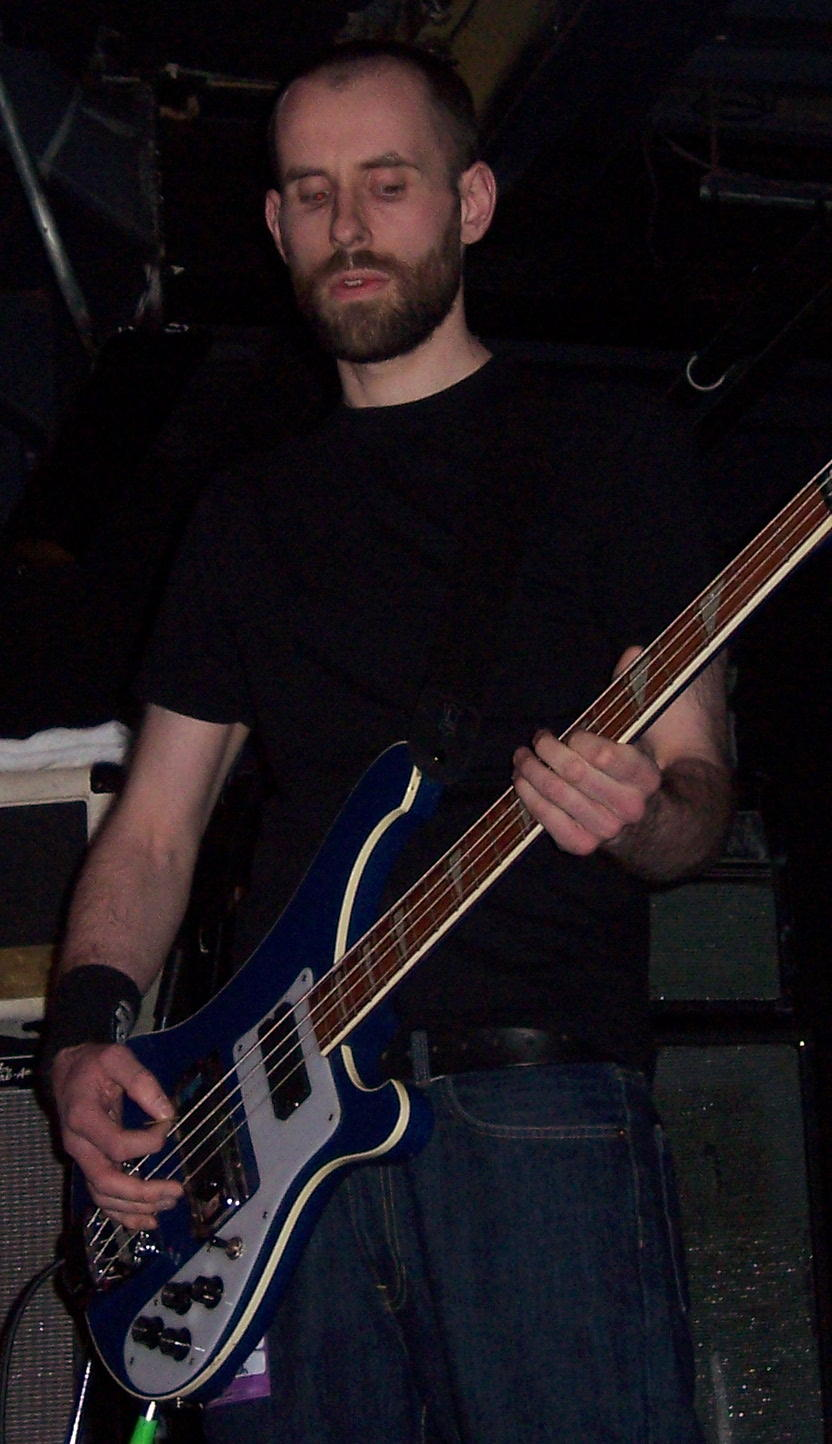
Dominic Aitchison

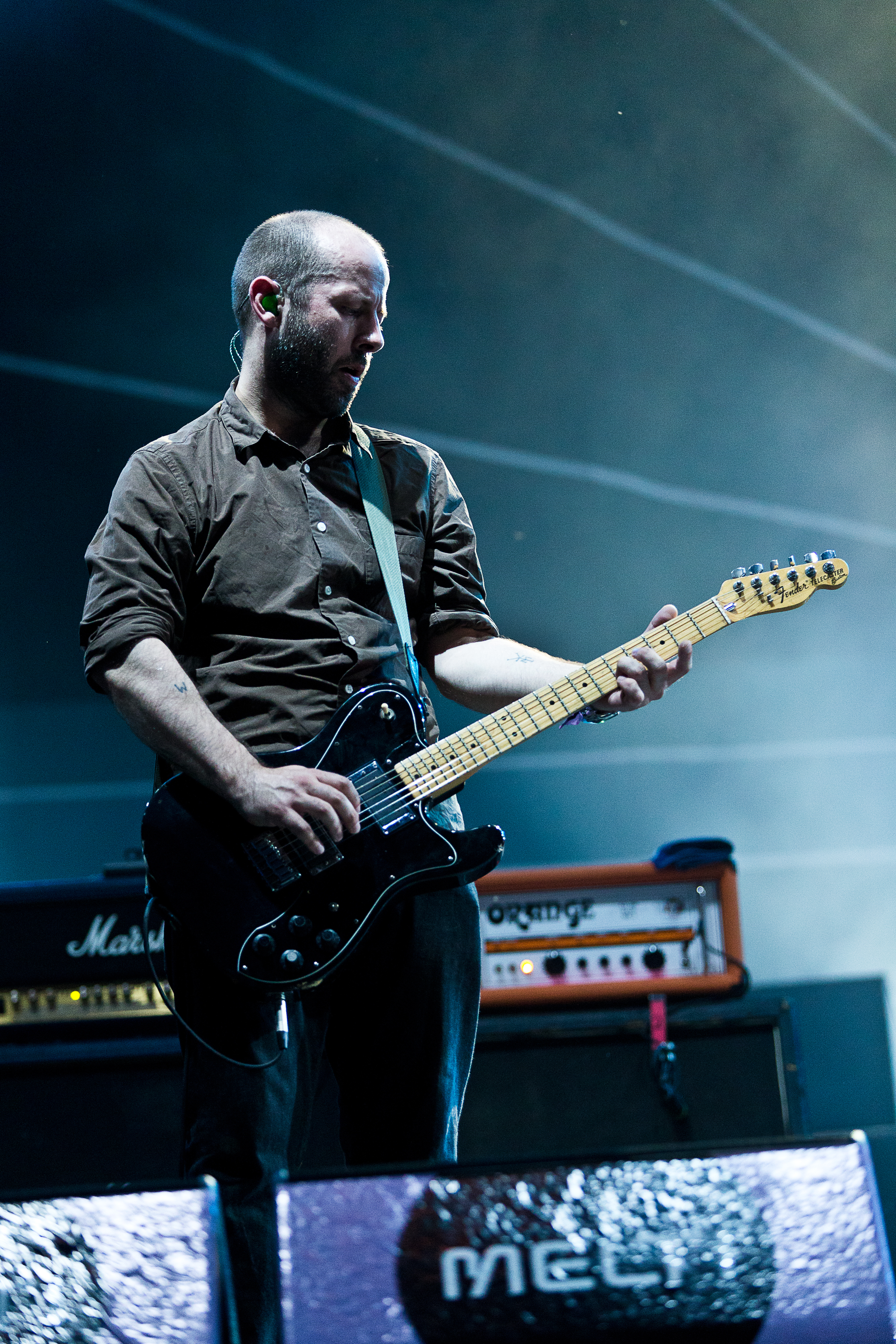
John Cummings beim Auftritt auf dem Melt! Festival 2015.

Die Musik der Gruppe wird bisweilen als Ambient bezeichnet, doch trifft diese Beschreibung das Klangbild der meisten Stücke nur wenig. Vielmehr ist die Musik eindeutig dem Rockbereich zuzuordnen, obwohl viele herkömmliche Merkmale der Sparte oft nicht zutreffen. Das betrifft u. a. die Tracklänge von 3–5 Minuten – welche häufig überschritten wird –, die sich oft über den ganzen Track hinziehende Entwicklung von Soundmustern als auch die häufige Abwesenheit des durchschnittlichen Strophe-Refrain-Strophe-Schemas. Der Gesang spielt eine untergeordnete Rolle. Viele Stücke sind instrumental, bei anderen ist der Gesang stark verzerrt (z. B. mit einem Vocoder bei Hunted by a Freak) oder in einer Sprache, die von den meisten Hörern nicht verstanden wird (z. B. wird Dial:Revenge auf Walisisch gesungen). Stuart Braithwaite hat dies folgendermaßen kommentiert:

“I think most people are not used to having no lyrics to focus on. Lyrics are a real comfort to some people. I guess they like to sing along and when they can’t do that with us they can get a bit upset.”

„Ich glaube, die meisten Leute sind gewohnt, einen Text zu haben, auf den sie sich konzentrieren können. Texte sind für manche Leute ein wirklicher Trost. Wahrscheinlich singen sie gerne mit, und wenn das bei uns nicht geht, dann können sie ein bisschen sauer werden.“

Die Stücke sind meist von melancholischer, sphärischer Stimmung. Gespielt wird sehr häufig mit den Kontrasten laut/leise und energisch/verhalten. So verläuft der Gesamtklang innerhalb eines Songs recht oft crescendo, häufig steigt mit wachsender Minutenzahl die Intensität und Fülle der Instrumentierung. Eingesetzt wird neben dem üblichen Rockinstrumentarium (Schlagzeug, Gitarren, Bass) auch einiges an elektronischen Instrumenten. Hauptsächlich haben The Cure, Joy Division, The Jesus and Mary Chain, Pixies, Slint und My Bloody Valentine Einfluss auf die Band ausgeübt.
Gruff Rhys von der walisischen Band Super Furry Animals und Tetsuya Fukagawa der japanischen Screamoband Envy hatten bereits Gastauftritte als Sänger, bei dem sie jeweils ihre eigene Sprache verwendeten (Rhys: Alt-Walisisch; Fukagawa Japanisch).

## Trivia
Die Band ist über ihre Musik hinaus dafür bekannt, ihre Meinungen über andere Künstler sehr offen kundzutun. Als Mogwai 1999 parallel zu Blur auf einem Festival spielte, ließ man T-Shirts mit der Aufschrift „blur: are shite“ drucken und verkaufen. Mogwai-Kopf Braithwaite erklärte dazu, es handle sich bei dieser Aussage um einen Fakt, und Blur seien „eine der schwächsten Bands des Planeten“. Auch auf ihrer offiziellen Webseite sind häufig abfällige Kommentare zu Musikerkollegen zu finden. Zum Albumtitel Songs of Mass Destruction (etwa: „Massenvernichtungslieder“) von Annie Lennox erklärte Braithwaite dort, dieser sei „really topical“ („sehr zeitgemäß“). Lennox habe einen Titel gewählt, der so halbherzig sei, dass der Mogwai-Albumtitel Mr. Beast dagegen geradezu intellektuell klinge.

## Diskografie

### Studioalben
| Jahr | Titel                                  | Höchstplatzierung, Gesamtwochen, AuszeichnungChartplatzierungen (Jahr, Titel, Platzierungen, Wochen, Auszeichnungen, Anmerkungen) | Höchstplatzierung, Gesamtwochen, AuszeichnungChartplatzierungen (Jahr, Titel, Platzierungen, Wochen, Auszeichnungen, Anmerkungen) | Höchstplatzierung, Gesamtwochen, AuszeichnungChartplatzierungen (Jahr, Titel, Platzierungen, Wochen, Auszeichnungen, Anmerkungen) | Höchstplatzierung, Gesamtwochen, AuszeichnungChartplatzierungen (Jahr, Titel, Platzierungen, Wochen, Auszeichnungen, Anmerkungen) | Höchstplatzierung, Gesamtwochen, AuszeichnungChartplatzierungen (Jahr, Titel, Platzierungen, Wochen, Auszeichnungen, Anmerkungen) | Anmerkungen                                                                   |
| Jahr | Titel                                  | DE | AT | CH | UK | US | Anmerkungen                                                                   |
| ---- | -------------------------------------- | --- | --- | --- | --- | --- | ----------------------------------------------------------------------------- |
| 1997 | Mogwai Young Team                      | DE65 (1 Wo.)DE | — | — | UK62 Silber · (2 Wo.)UK | — | Erstveröffentlichung: 21. Oktober 1997 in Deutschland erst 2023 in den Charts |
| 1999 | Come On Die Young                      | — | — | — | UK29 (3 Wo.)UK | — | Erstveröffentlichung: 29. März 1999                                           |
| 2001 | Rock Action                            | — | — | — | UK23 (2 Wo.)UK | — | Erstveröffentlichung: 30. April 2001                                          |
| 2003 | Happy Songs for Happy People           | — | — | — | UK47 (2 Wo.)UK | US182 (1 Wo.)US | Erstveröffentlichung: 21. Mai 2003                                            |
| 2006 | Mr. Beast                              | DE65 (1 Wo.)DE | — | CH87 (2 Wo.)CH | UK21 (3 Wo.)UK | US128 (1 Wo.)US | Erstveröffentlichung: 6. März 2006                                            |
| 2008 | The Hawk Is Howling                    | DE72 (1 Wo.)DE | — | CH73 (1 Wo.)CH | UK35 (2 Wo.)UK | US97 (1 Wo.)US | Erstveröffentlichung: 22. September 2008                                      |
| 2011 | Hardcore Will Never Die, But You Will. | DE27 (3 Wo.)DE | AT49 (1 Wo.)AT | CH45 (2 Wo.)CH | UK25 (2 Wo.)UK | US97 (1 Wo.)US | Erstveröffentlichung: 14. Februar 2011                                        |
| 2014 | Rave Tapes                             | DE16 (1 Wo.)DE | AT56 (1 Wo.)AT | CH24 (2 Wo.)CH | UK10 (3 Wo.)UK | US55 (1 Wo.)US | Erstveröffentlichung: 20. Januar 2014                                         |
| 2017 | Every Country’s Sun                    | DE29 (2 Wo.)DE | AT52 (1 Wo.)AT | CH28 (2 Wo.)CH | UK6 (2 Wo.)UK | — | Erstveröffentlichung: 1. September 2017                                       |
| 2021 | As the Love Continues                  | DE3 (3 Wo.)DE | AT29 (1 Wo.)AT | CH5 (2 Wo.)CH | UK1 (2 Wo.)UK | — | Erstveröffentlichung: 19. Februar 2021                                        |
| 2025 | The Bad Fire                           | DE16 (1 Wo.)DE | AT47 (1 Wo.)AT | CH16 (1 Wo.)CH | UK5 (1 Wo.)UK | — | Erstveröffentlichung: 24. Januar 2025                                         |

### Kompilationen
| Jahr | Titel           | Höchstplatzierung, Gesamtwochen, AuszeichnungChartplatzierungen (Jahr, Titel, Platzierungen, Wochen, Auszeichnungen, Anmerkungen) | Höchstplatzierung, Gesamtwochen, AuszeichnungChartplatzierungen (Jahr, Titel, Platzierungen, Wochen, Auszeichnungen, Anmerkungen) | Höchstplatzierung, Gesamtwochen, AuszeichnungChartplatzierungen (Jahr, Titel, Platzierungen, Wochen, Auszeichnungen, Anmerkungen) | Höchstplatzierung, Gesamtwochen, AuszeichnungChartplatzierungen (Jahr, Titel, Platzierungen, Wochen, Auszeichnungen, Anmerkungen) | Höchstplatzierung, Gesamtwochen, AuszeichnungChartplatzierungen (Jahr, Titel, Platzierungen, Wochen, Auszeichnungen, Anmerkungen) | Anmerkungen                        |
| Jahr | Titel           | DE | AT | CH | UK | US | Anmerkungen                        |
| ---- | --------------- | --- | --- | --- | --- | --- | ---------------------------------- |
| 2015 | Central Belters | DE54 (1 Wo.)DE | — | — | UK40 (1 Wo.)UK | — | Erstveröffentlichung: Oktober 2015 |

Weitere Kompilationen
- 1997: Ten Rapid: Collected Recordings 1996–1997
- 2000: EP+6 (2000) – 4 Satin / No Education … / Mogwai:EP (auf einer CD)

### Livealben
- 2005: Government Commissions: BBC Sessions 1996–2003
- 2010: Special Moves / Burning (Doppelalbum; Live in der Music Hall of Williamsburg – Brooklyn, NY)

### Remixalben
| Jahr | Titel              | Höchstplatzierung, Gesamtwochen, AuszeichnungChartplatzierungen (Jahr, Titel, Platzierungen, Wochen, Auszeichnungen, Anmerkungen) | Höchstplatzierung, Gesamtwochen, AuszeichnungChartplatzierungen (Jahr, Titel, Platzierungen, Wochen, Auszeichnungen, Anmerkungen) | Höchstplatzierung, Gesamtwochen, AuszeichnungChartplatzierungen (Jahr, Titel, Platzierungen, Wochen, Auszeichnungen, Anmerkungen) | Höchstplatzierung, Gesamtwochen, AuszeichnungChartplatzierungen (Jahr, Titel, Platzierungen, Wochen, Auszeichnungen, Anmerkungen) | Höchstplatzierung, Gesamtwochen, AuszeichnungChartplatzierungen (Jahr, Titel, Platzierungen, Wochen, Auszeichnungen, Anmerkungen) | Anmerkungen                    |
| Jahr | Titel              | DE | AT | CH | UK | US | Anmerkungen                    |
| ---- | ------------------ | --- | --- | --- | --- | --- | ------------------------------ |
| 1998 | Kicking a Dead Pig | — | — | — | UK99 (1 Wo.)UK | — | Erstveröffentlichung: Mai 1998 |

Weitere Remixalben
- 2012: A Wrenched Virile Lore

### Soundtracks
| Jahr | Titel         | Höchstplatzierung, Gesamtwochen, AuszeichnungChartplatzierungen (Jahr, Titel, Platzierungen, Wochen, Auszeichnungen, Anmerkungen) | Höchstplatzierung, Gesamtwochen, AuszeichnungChartplatzierungen (Jahr, Titel, Platzierungen, Wochen, Auszeichnungen, Anmerkungen) | Höchstplatzierung, Gesamtwochen, AuszeichnungChartplatzierungen (Jahr, Titel, Platzierungen, Wochen, Auszeichnungen, Anmerkungen) | Höchstplatzierung, Gesamtwochen, AuszeichnungChartplatzierungen (Jahr, Titel, Platzierungen, Wochen, Auszeichnungen, Anmerkungen) | Höchstplatzierung, Gesamtwochen, AuszeichnungChartplatzierungen (Jahr, Titel, Platzierungen, Wochen, Auszeichnungen, Anmerkungen) | Anmerkungen |
| Jahr | Titel         | DE | AT | CH | UK | US | Anmerkungen |
| ---- | ------------- | --- | --- | --- | --- | --- | --- |
| 2013 | Les Revenants | DE86 (1 Wo.)DE | — | — | UK42 (3 Wo.)UK | — | Erstveröffentlichung: Februar 2013 Soundtrack zur Serie The Returned                                                                    |
| 2016 | Atomic        | DE55 (1 Wo.)DE | — | CH38 (1 Wo.)CH | UK20 (2 Wo.)UK | — | Erstveröffentlichung: 1. April 2016 Soundtrack zur Folge Atomic: Living in Dread and Promise der Dokumentationsreihe Storyville der BBC |
| 2018 | Kin           | — | — | — | UK44 (1 Wo.)UK | — | Erstveröffentlichung: 31. August 2018                                                                                                   |

Weitere Soundtracks
- 2006: The Fountain (Clint Mansell feat. Kronos Quartet und Mogwai)
- 2006: Zidane – A 21st Century Portrait
- 2006: Miami Vice Tracks EP
- 2007: Ex-Drummer – Soundtrack
- 2020: ZeroZeroZero
- 2022: In with the Devil (Black Bird)

### DJ-Mixe
- 2010: Mogwai Mixtape
- 2010: FACT Mix 179

### Singles und EPs
| Jahr | Titel Album                                     | Höchstplatzierung, Gesamtwochen, AuszeichnungChartsChartplatzierungen (Jahr, Titel, Album, Platzierungen, Wochen, Auszeichnungen, Anmerkungen) | Anmerkungen                                                           |
| Jahr | Titel Album                                     | UK | Anmerkungen                                                           |
| ---- | ----------------------------------------------- | --- | --------------------------------------------------------------------- |
| 1997 | 4 Satin EP –                                    | UK94 (1 Wo.)UK | Erstveröffentlichung: Mai 1997                                        |
| 1998 | Sweet Leaf –                                    | UK60 (2 Wo.)UK | Erstveröffentlichung: März 1998 Splitsingle mit Magoo – Black Sabbath |
| 1998 | Fear Satan Remixes EP –                         | UK57 (1 Wo.)UK | Erstveröffentlichung: März 1998                                       |
| 1998 | No Education = No Future (Fuck the Curfew) EP – | UK68 (2 Wo.)UK | Erstveröffentlichung: Juni 1998                                       |
| 2006 | Friend of the Night –                           | UK38 (2 Wo.)UK | Erstveröffentlichung: Januar 2006                                     |

| Weitere Singles - 1996: Tuner/Lower - 1996: Angels vs Aliens - 1996: Summer (Demo) - 1996: Summer / Ithica 27φ9 - 1997: New Paths to Helicon, Parts 1 & 2 - 1997: Club Beatroot, Part 4 - 1998: Do the Rock Boogaloo - 2001: My Father My King - 2005: Friend of the Night - 2008: Mogwai / Fuck Buttons – Tour Split Single - 2011: Mexican Grand Prix - 2011: Rano Pano - 2013: The Lord Is Out of Control | Weitere EPs - 1999: Mogwai:EP - 2001: Travels in Constants, Vol. 12 - 2001: US Tour EP (mit Bardo Pond) - 2001: UK / European Tour EP - 2006: Travel Is Dangerous - 2008: Batcat EP - 2011: Earth Division EP - 2014: Music Industry 3. Fitness Industry 1. |

### Videoalben
- 2003: Happy Songs for Happy People EPK
- 2006: Mr Beast EPK
- 2011: Special Moves Live in Brooklyn, NY 2009 – Burning Live DVD